# Pará (Kostaryka)
Pará – dystrykt w Kostaryce, w kantonie Santo Domingo, w prowincji Heredia.

## Historia
Dystrykt Pará powstał na mocy Decreto Ejecutivo 2100-G dnia 10 grudnia 1971 roku. Został on wtedy oddzielony od dystryktu San Miguel.

## Geografia
Pará ma powierzchnię 2,88 kilometrów kwadratowych i leży na wysokości 1 345 m n.p.m..

## Demografia
Według zliczenia ludności w 2011 roku w dystrykcie Pará mieszka 3333 mieszkańców.

## Transport

### Transport drogowy
Przez dystrykt Pará biegną następujące drogi krajowe:
- Droga krajowa nr 32
- Droga krajowa nr 220
- Droga krajowa nr 308
- Droga krajowa nr 504